# Phyllanthus fluitans
Phyllanthus fluitans là một loài thực vật có hoa trong họ Diệp hạ châu. Loài này được Benth. ex Müll.Arg. miêu tả khoa học đầu tiên năm 1863.